# Veilly
Veilly ist eine französische Gemeinde mit 56 Einwohnern (Stand: 1. Januar 2022) im Département Côte-d’Or in der Region Bourgogne-Franche-Comté. Sie gehört zum Kanton Arnay-le-Duc und zum Arrondissement Beaune. 
Sie grenzt im Nordwesten an Culètre, im Nordosten und im Osten an Auxant, im Süden an Bessey-la-Cour, im Südwesten an Thomirey und im Westen an Foissy.

## Siehe auch

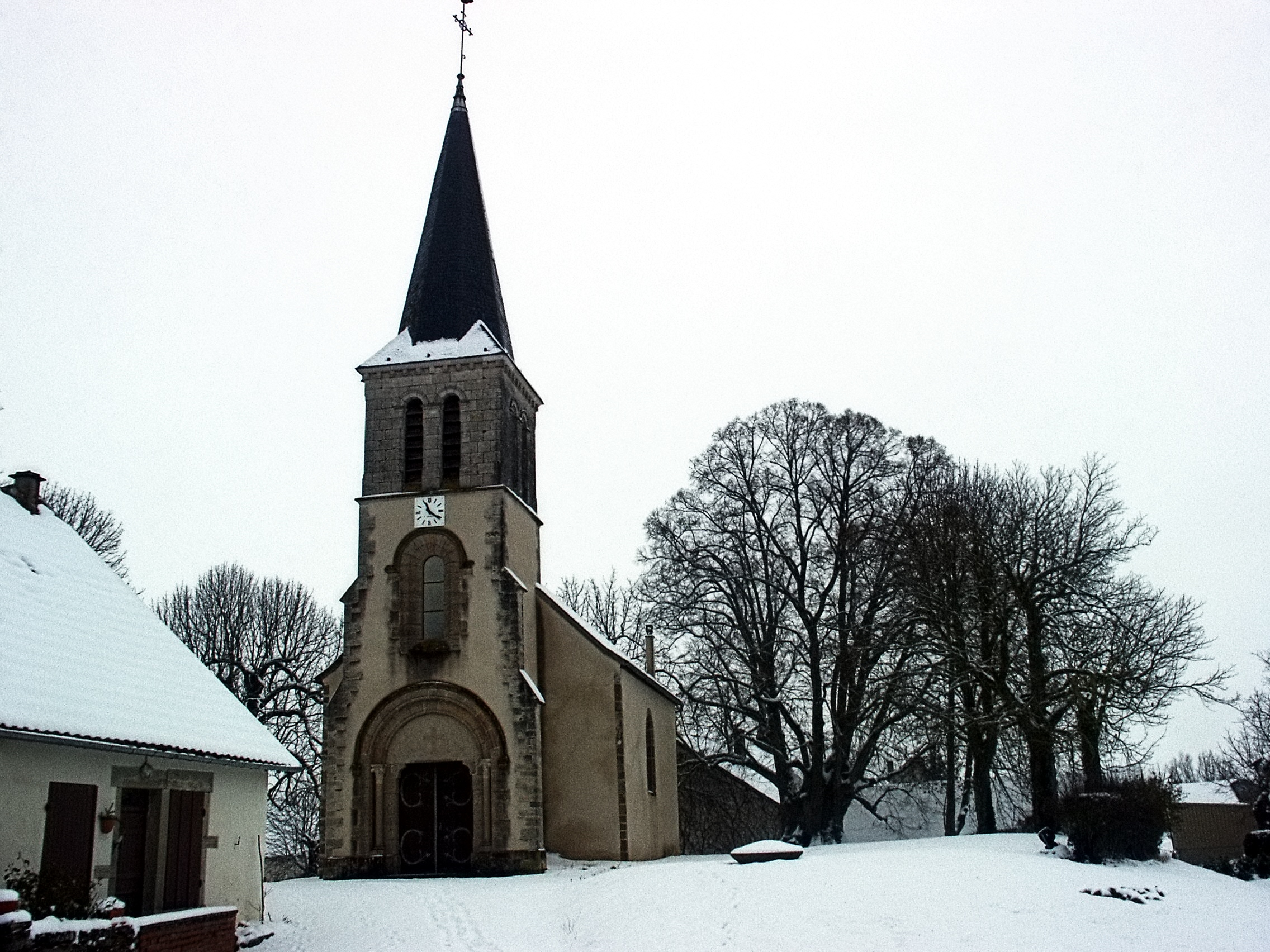
Kirche Saint-Cassien et de la Très Sainte-Vierge-Marie

## Bevölkerungsentwicklung
| Jahr                       | 1962 | 1968 | 1975 | 1982 | 1990 | 1999 | 2008 | 2015 |
| -------------------------- | ---- | ---- | ---- | ---- | ---- | ---- | ---- | ---- |
| Einwohner                  | 80   | 66   | 61   | 60   | 59   | 64   | 54   | 47   |
| Quellen: Cassini und INSEE |      |      |      |      |      |      |      |      |